# Solo Criado
No direito urbanístico, solo criado é um conceito que compreende a separação do direito de propriedade do direito de construção. Em termos gerais, é classificado como “o espaço edificado que não esteja em contato direto com o solo natural, seja acima do nível do solo, seja abaixo”. Tecnicamente, esse dispositivo visa tecnicamente conceituar o crescimento vertical das cidades, algo que vinha acontecendo sem grandes consequências no ordenamento jurídico brasileiro. 

## História
A Constituição Federal de 1988 inovou ao transformar a função social da propriedade em matéria constitucional, conciliando assim o bem estar social com a ordem econômica e com os interesses individuais do cidadão. Isto é evidente pelos artigos 182 e 186, onde está prescrito que a política de desenvolvimento urbano deverá promover plenamente o desenvolvimento das funções sociais da cidade. 
Neste contexto, o tombamento de edifícios é uma restrição parcial ao direito de propriedade, frequentemente causando insatisfações pelos deveres e obrigações atribuídos, e onerando o proprietário no que diz respeito à manutenção da propriedade. Além disso, com a crescente urbanização no país (e simultaneamente em vários países do mundo), muitas cidades se viam obrigadas a regulamentar uma distribuição desigual do espaço urbano. Foi argumentado que “a busca do lucro imobiliário… implica utilização distorcida da propriedade urbana, nem sempre coerente com uma equânime distribuição das despesas públicas entre os administrados”.
Em 1971, a Comissão Econômica da Europa, da ONU, em Roma, publicou um documento  em conjunto com especialistas em planejamento urbano defendendo a separação entre o direito de propriedade e o direito de construção. 
Em 1973, A cidade de Chicago propôs o “Space Adrift (espaço flutuante)” como instrumento em seu Plano de urbanização. Este instrumento já previa a “transferência do direito de construir (transfer of development right), com uma das suas maiores preocupações sendo “preservar as áreas históricas e de natureza”. Em 1975, O governo Francês estabeleceu, por lei, um limite de construção relativo ao tamanho do terreno (Plafond Légal de Densité; “teto legal de densidade”), que podia ser excedido por meio de compra de uma licença do governo.
Já no ano de 1976, o conceito começou a ser considerado no Brasil quando o ex-prefeito de São Paulo, Olavo Setúbal, viu a necessidade de investir em equipamentos urbanos nas regiões com maiores adensamentos populacionais, resultantes das novas construções. Essa receita viria da compra, ou transferência, do direito de construir pagos em uma dada região da cidade, e ajudaria a repartir o ônus entre proprietários e o Estado.

## Especificidades
```
Dentre as mais importantes características do conceito de solo criado, estão a separação entre o direito de propriedade do direito de construção, e o estabelecimento dos coeficientes de aproveitamento do solo. Em relação à separação acima mencionada, “O ‘solo criado’ passa a ser um bem economicamente apreciável, na medida em que se adotam instrumentos legais que lhe dão garantias, e que são colocados à disposição do interessado”. Já os coeficientes de aproveitamento, inspirados no conceito de Plafond Légal de Densité, que não apenas firmariam um limite máximo de construção (coeficiente de aproveitamento básico; CAB), idêntico para todos, e também um coeficiente de aproveitamento máximo (CAM), adicional; este último podendo ser ‘transferido’. Cada cidade ou município é responsável por estabelecer seus próprios coeficientes em suas leis municipais ou Plano Diretor Municipal.
[
4
]
```

O primeiro instrumento implementado desde o conceito do solo criado foi a Transferência do Direito de Construir, posteriormente chamado de Outorga Onerosa do Direito de Construir. Porém, é importante diferenciar a outorga onerosa do direito de construir do conceito de solo criado. Enquanto o termo solo criado implica o apenas a ideia de aumento do solo edificável, a Outorga Onerosa do Direito de Construir implica o ônus pela aquisição do direito de construir.